# Mimetaster
Mimetaster
Genre
Espèce
Mimetaster hexagonalis est une espèce éteinte d'arthropodes du Dévonien inférieur du lagerstätte de Hunsrück slate.

## Étymologie
Le nom de genre Mimetaster signifie « qui à l'apparence d'une étoile (de mer) » en référence à l'apparence du fossile. Le nom d'espèce hexagonalis fait référence à la forme en étoile à 6 branches du bouclier céphalique.

## Description
Mimetaster possède un corps en deux parties.
Un bouclier céphalique formant une étoile à six branches :
- deux vers l'avant, formant un angle d'environ 20° avec l'axe du corps ;
- deux presque perpendiculaires à l'axe du corps, pointant légèrement vers l'avant ;
- deux vers l'arrière, symétriques par rapport à la première paire.

Chaque branche est ornée d'une double rangées d'épines partant de part et d'autre.
Ce bouclier céphalique porte trois paires d'appendices uniramés :
- une paire de longues antennes ;
- deux paires de pattes locomotrices robustes. Contrairement à la deuxième paire d'appendices de Marrella ces paires de pattes ne semblent pas adaptées à la nage, mais serviraient plutôt à la marche et à l'animal pour se maintenir sur le fond.

Le bouclier céphalique porte également une paire d'yeux composés sur des pédoncules, ces pédoncules semblent prendre naissance antérieurement à la base de la seconde paire de branche du bouclier céphalique.
Au centre du bouclier céphalique se trouvent deux ocelles.
La face ventrale comporte un labrum qui semble lié à la bouche.
Le reste du corps est étroit. Il est constitué d'environ 30 segments dont la taille décroit postérieurement.
Chaque segment porte une paire d'appendices biramés, à l'image de ceux de Marrella splendens.

## Écologie
Mimetaster est supposé avoir été un organisme se nourrissant des particules organiques et de petits animaux du fond marin. Quelques hypothèses alternatives ont été exposées, comme celle selon laquelle Mimetaster se nourrirait des ophiures avec lesquelles il est souvent associé,  ou encore que sa carapace servirait à capturer des particules organiques en suspension.